# ブリスベン法廷総合地区
ブリスベン法廷総合地区（ブリスベンほうていそうごうちく、英: The Law Courts Complex, Brisbane）は、オーストラリア、クイーンズランド州ブリスベンのジョージストリートにあり、クイーンズランド州最高裁判所と地方裁判所がある。